# Pogonioefferia staminea
Pogonioefferia staminea là một loài ruồi trong họ Asilidae. Pogonioefferia staminea được Williston miêu tả năm 1885.